# Teichwolframsdorf
Teichwolframsdorf este o comună din landul Turingia, Germania.